# Kavani
Kavani är en ort i Komorerna.   Den ligger i distriktet Anjouan, i den västra delen av landet, 120 km öster om huvudstaden Moroni. Kavani ligger 160 meter över havet och antalet invånare är 2 160. Den ligger på ön Anjouan.
Terrängen runt Kavani är kuperad åt sydost, men västerut är den platt. Havet är nära Kavani åt nordväst.  Närmaste större samhälle är Sima, 0,88 km sydost om Kavani. I omgivningarna runt Kavani växer i huvudsak städsegrön lövskog.